# Aruppukkottai
Aruppukkottai ist eine Stadt im indischen Bundesstaat Tamil Nadu.
Die Stadt ist Teil des Distrikt Virudhunagar. Aruppukkottai hat den Status einer Municipality. Die Stadt ist in 36 Wards gegliedert.

## Demografie
Die Einwohnerzahl der Stadt liegt laut der Volkszählung von 2011 bei 87.722. Aruppukkottai hat ein Geschlechterverhältnis von 1014 Frauen pro 1000 Männer und damit einen für Indien seltenen Frauenüberschuss. Die Alphabetisierungsrate lag bei 89,97 % im Jahr 2011. Knapp 91 % der Bevölkerung sind Hindus, ca. 6 % sind Muslime und ca. 2 % gehören einer anderen oder keiner Religion an. 8,7 % der Bevölkerung sind Kinder unter 6 Jahren.
| Jahr      | 1991   | 2001   | 2011   |
| Einwohner | 78.976 | 84.029 | 87.722 |

## Wirtschaft
Aruppukottai fungiert hauptsächlich als Bildungs- und Handelszentrum für die umliegenden Dörfer. Es ist bekannt für seine Baumwollindustrie, hauptsächlich Spinnereien, Reismühlen- und Kalksteinindustrie, Handwebmaschinen und einige kleine Industrien wie Schulheft- und Kalenderherstellung. Zu den wichtigsten Arbeitgebern zählen neben der Landwirtschaft auch Spinnereien, Webereien (Handweberei und Weberei), Reisfabriken, der private Verkehr und der öffentliche Sektor.

## Infrastruktur
Der Bahnhof Aruppukkottai verfügt über eine Breitspurbahn, die Manamadurai und Virudhunagar verbindet.